# Журавский, Дмитрий Иванович
Дми́трий Ива́нович Жура́вский (17 [29] декабря 1821, село Белый Колодезь, Курская губерния — 18 [30] ноября 1891, Санкт-Петербург) — русский учёный-механик и инженер, специалист в области мостостроения и строительной механики. Строитель знаменитого Веребьинского моста и Николаевской железной дороги (в настоящее время — Октябрьская железная дорога). Лауреат Демидовской премии Петербургской академии наук (1855).

## Биография
Родился в селе Белый Колодезь Щигровского уезда Курской губернии (ныне — в Золотухинском районе Курской области).
В 1838 году окончил Нежинский физико-математический лицей; во время учёбы в лицее был учеником К. А. Будзынского, возглавлявшего с 1834 по 1838 годы. в этом лицее кафедру прикладной математики и читавшего там курс механики. В том же году поступил в Институт Корпуса инженеров путей сообщения, где его учителем был М. В. Остроградский. Институт окончил в 1842 году с отличием и с занесением его имени на мраморную доску.

### Николаевская железная дорога
По окончании института Журавский получил назначение на работу в Северную дирекцию Николаевской железной дороги между Петербургом и Москвой. Там он занимался изысканиями, проектированием и строительством этой первой крупной российской железной дороги, положившей начало созданию в России железнодорожной сети общегосударственного значения. Дорога строилась по прямому варианту, что потребовало возведения 278 искусственных сооружений (в их числе — 184 моста, 69 каменных и чугунных труб и 19 путепроводов).
Руководил строительством мостов американский инженер Д. В. Уистлер. В качестве базового проекта использованы чертежи американского инженера и изобретателя У. Гау. Суть проекта заключалась в том, что мостовой пролёт являлся деревянной фермой с раскосами, стянутой поперечными железными стержнями (использование двух материалов в несущих конструкциях было новшеством). Металлические элементы сделали мост значительно прочнее без существенного увеличения веса сооружения.
В те времена ещё не существовало теории расчёта ферм, и П. П. Мельников в 1844 году поручил Журавскому изучить свойства мостов с решётчатыми фермами системы Гау. Проведя теоретические и экспериментальные исследования усилий в элементах фермы Гау, Журавский выяснил, что в случае равномерного распределения нагрузки по длине консоли распределение касательных напряжений на нейтральной плоскости равномерным не является: они растут по мере удаления от свободного конца. Поэтому усилия, которые испытывают стержни и раскосы, ближайшие к середине пролёта, меньше, чем усилия в элементах, расположенных вблизи опор; значит, в качестве элементов первой группы можно брать стержни с меньшим поперечным сечением. В ходе своих исследований Журавский впервые разработал общий метод расчёта ферм с параллельными поясами.
Таким образом, Журавский теоретически перепроверил и усовершенствовал систему Гау, предложив делать элементы фермы разной толщины в зависимости от их расположения. В результате был предложен один из первых методов научно обоснованного расчёта мостовых ферм (1850). Предложения Журавского были поддержаны Уистлером и использованы во всех мостах на дороге.
Наиболее крупные железнодорожные мосты на трассе Николаевской железной дороги были спроектированы и построены под руководством Журавского. По окончании этих работ ему было поручено подготовить проекты новых мостов, что заняло несколько лет.
Д. И. Журавскому была поручена и постройка полуверстового Веребьинского моста. В 1851 году этот особо сложный проект был успешно воплощён в решётчатой конструкции, состоящей из 9 пролётов по 54 м; для которых Журавским было найдено оптимальное отношение крайнего и среднего пролетов неразрезной фермы. Позднее была проверена и признана правильность его расчётов и неоспоримость его приоритета; данные доказательства были подкреплены трудами французского инженера Ж. Бресса.
Успешное окончание строительства Веребьинского моста послужило началом пути учёного и прославило Журавского как мостостроителя. Теория расчёта мостовых ферм, основы которой Журавский изложил в статьях, опубликованных в «Журнале Главного управления путей сообщения и публичных зданий», а также в работе «О мостах раскосной системы Гау», стала выдающимся вкладом в строительную науку. Сочинение «О мостах раскосной системы Гау», над которым Журавский работал около десяти лет, было в 1854 году представлено на конкурс, проводимый Петербургской академией наук; в 1855 году академия удостоила автора этого сочинения большой Демидовской премии.

### Работа в других проектах
Весной 1855 года Д. И. Журавского командировали на изыскания железной дороги от Москвы до Орла.
По возвращении Журавского в Петербург на него возложили перестройку шпиля на соборе Петропавловской крепости с заменой деревянных конструкций металлическими. Эти работы выполнялись в 1857—1858 годах совместно с архитектором К. А. Тоном и инженерами А. С. Рехневским и П. П. Мельниковым.
В ходе указанных работ Д. И. Журавский предложил конструкцию металлического шпиля собора и метод её расчёта, воплотив результаты расчёта в проект и реализовав его. Разработка технологического процесса получения крупносортного железа в качестве материала была проведена металлургом А. А. Иосса. За данную работу Д. И. Журавскому был присвоен чин полковника Корпуса инженеров путей сообщения.
В 1861 году был назначен заведующим работами по установке иконостаса в соборном храме Почаевской лавры.
В 1869 году Журавский работал над восстановлением сгоревшего Мстинского моста. Эта работа стала одним из последних проектов Журавского в области мостостроения.
В том же году для изучения железнодорожного дела Журавский был направлен в США. По возвращении из этой заграничной командировки он был назначен членом в совет управления Главного общества российских железных дорог. Вице-президентом этого общества он состоял несколько лет и в то же время являлся председателем строительного отдела Императорского технического общества и сотрудничал в его «Записках». В 1873 году Журавский участвовал — в качестве представителя Министерства путей сообщения — в работе Международного статистического конгресса, проходившего в Санкт-Петербурге, и был избран вице-председателем коммерческой статистики.
В 1871—1876 годах Журавский активно участвовал в переустройстве Мариинского водного пути, руководил проектированием обводного Ладожского канала, Морского Петербургского канала и Либавского порта. В эти же годы он вёл активную научную работу, исследовал прочность дерева при различных типах нагружения, а также изучал прочность рельсов при низкой температуре.

### Руководящая работа
В 1877 году Д. И. Журавский был назначен директором департамента железных дорог и занимал этот пост в 1877—1889 гг.; в непосредственном ведении Журавского находился технически-инспекторский комитет департамента. В этот период Журавский осуществил ряд важных мероприятий по увеличению провозной способности российских железных дорог.
В 1883—1889 годах Журавский также был членом Совета Министерства путей сообщения (с 1886 года назывался Совет по железнодорожным делам).
Умер Журавский в 1891 году, являясь признанным авторитетом в области мостостроения. Похоронен на Митрофаниевском кладбище Санкт-Петербурга.
Жена — Мария Петровна Воейкова (1830—25.08.1898), в первом браке княгиня Вяземская. Умерла от болезни почек в По, похоронена рядом с мужем.

## Научная деятельность
Научные труды Д. И. Журавского посвящены строительной механике и применению математических методов к строительному делу. Его работы в области строительной механики носили основополагающий характер. Применяя на практике разработанные им теории, Журавский стал одним из основоположников научного подхода к строительству мостов.
Видным вкладом в теорию сопротивления материалов стал проведённый Д. И. Журавским анализ действия касательных напряжений в балке при её изгибе, в результате чего он, в частности, вывел формулу для определения этих напряжений, которая и по сей день носит его имя (формула Журавского). В ходе проектирования железнодорожных мостов Журавский обнаружил, что касательные напряжения, возникающие в деревянных балках прямоугольного сечения, достаточно велики. Согласно Журавскому, существование в стенках изгибаемых балок косых усилий, направленных под углом к продольной оси балки, способно при недостаточной устойчивости привести к выпучиванию стенки балки; поэтому детальный анализ действия касательных напряжений в изогнутой балке оказывается весьма важным. Постепенно усложняя случаи закрепления и нагружения консоли, затем — балки на двух опорах, Журавский вывел формулы для расчёта касательных напряжений в различных сечениях балки. Метод Журавского, высоко оценённый А. Сен-Венаном, вскоре вошёл в учебники по сопротивлению материалов.
Журавским впервые был разработан эффективный метод расчёта многорешётчатых деревянных ферм с железными тяжами (так называемых ферм Гау), успешно применённый им при проектировании мостов через реки Веребью, Волгу, Волхов и др. Благодаря этим исследованиям появилась возможность сооружать и безотказно эксплуатировать раскосные фермы пролётом до 60 м (размеры которых до этого назначались эмпирически, в связи с чем происходили обрушения построенных мостов).
Опираясь на теорию Журавского, С. В. Кербедз разработал в 1852—1853 годах проекты трёх мостов для Петербургско-Варшавской железной дороги с раскосами переменного сечения (причём конструкции растянутых и сжатых раскосов различались). Железные фермы этих мостов имели такую жёсткость, что не могли испытывать никакого изгиба — ни от собственного веса, ни от поездов, проезжающих по мосту.
В «Журнале Министерства путей сообщения», «Русском вестнике», «Современнике» и других журналах печаталось немало статей Д. И. Журавского по железнодорожному делу.

### Формула Журавского
Данная формула и её вывод прочно вошли в учебники по сопротивлению материалов. Приведём эту формулу в современных обозначениях.
Для этого рассмотрим случай плоского изгиба прямой балки, материал которой подчиняется закону Гука, и выберем некоторое её поперечное сечение с моментом инерции {\displaystyle J_{z}} относительно нейтральной линии. Направим ось {\displaystyle Oz} вдоль этой линии, а ось {\displaystyle Oy} — перпендикулярно ей (то есть по направлению поперечной силы {\displaystyle Q}).
Примем (это правомерно для большинства поперечных сечений), что касательные напряжения {\displaystyle \tau } равномерно распределены по ширине сечения (то есть они зависят только от расстояния {\displaystyle y} текущей точки сечения от нейтральной линии). Отсечём прямой {\displaystyle y={\rm {const}}} часть поперечного сечения, и пусть ширина сечения по указанной линии равна {\displaystyle b_{y}}, а статический момент отсечённой части относительно нейтральной оси {\displaystyle Oz} равен {\displaystyle S_{z}(y)}; тогда формула Журавского для касательных напряжений имеет вид:
{\displaystyle \tau ={\frac {Q\,S_{z}(y)}{J_{z}b_{y}}},\quad \quad S_{z}(y)=y_{c}F,}
где {\displaystyle F} — площадь отсечённой части поперечного сечения, {\displaystyle y_{c}} — координата центра тяжести отсеченной части.
Из формулы следует, что касательные напряжения меняются по высоте сечения в соответствии с параболической зависимостью, причём максимальные значения, представляющие интерес, наблюдаются на нейтральной линии, проходящей через центр площади сечения.
Например, для прямоугольного сечения с шириной {\displaystyle b} и высотой {\displaystyle h}:
{\displaystyle \tau ={\frac {6Q}{bh^{3}}}\left({\frac {h^{2}}{4}}-y^{2}\right),\quad \quad -{\frac {h}{2}}\leq y\leq {\frac {h}{2}}},
{\displaystyle \tau _{max}=\tau _{y=0}={\frac {3}{2}}\cdot {\frac {Q}{F}},\quad \quad F=b\cdot h}.
Для круглого поперечного сечения радиуса {\displaystyle R}:
{\displaystyle \tau ={\frac {4Q}{3\pi R^{2}}}\left(1-{\frac {y^{2}}{R^{2}}}\right),\quad \quad -R\leq y\leq R},
{\displaystyle \tau _{max}=\tau _{y=0}={\frac {4}{3}}\cdot {\frac {Q}{F}},\quad \quad F=\pi \cdot R^{2}}.
Пример. Приведём распределения касательных напряжений для прямолинейных балок постоянных прямоугольного ({\displaystyle b=} 2 см, {\displaystyle h=} 4 см) и круглого поперечных сечения при {\displaystyle Q=} 10 кН. Красная линия на рисунках соответствует напряжениям в круглом сечении, синяя — в прямоугольном. На левом рисунке сравниваются балки одинаковой массы, на правом — одинакового момента сопротивления изгибу.

## Память и наследие
Бюст Журавского установлен в Колонном зале ПИИПС в 1897 году.
Его именем названы улицы в городах Украины — Донецке и Нежине (возвращено историческое название в 2016 году), а также в Омске.

## Публикации
- Журавский Д. И. О мостах раскосной системы Гау. Ч. 1. — СПб., 1855. — xii + 114 с.
- Журавский Д. И. О мостах раскосной системы Гау. Ч. 2. — СПб., 1856. — 161 с.
- Журавский Д. И. Замечания относительно сопротивления бруса, подверженного силой нормальной к его длине. — 1855.